# Restio pygmaeus
Restio pygmaeus är en gräsväxtart som beskrevs av Neville Stuart Pillans. Restio pygmaeus ingår i släktet Restio och familjen Restionaceae. Inga underarter finns listade i Catalogue of Life.